# Tỉnh ủy Quảng Ninh
Tỉnh ủy Quảng Ninh hay còn được gọi Ban chấp hành Đảng bộ tỉnh Quảng Ninh, hay Đảng ủy tỉnh Quảng Ninh. Là cơ quan lãnh đạo cao nhất của Đảng bộ tỉnh Quảng Ninh giữa hai kỳ đại hội đại biểu Đảng bộ tỉnh.
Đứng đầu Tỉnh ủy là Bí thư Tỉnh ủy và thường là ủy viên Ban Chấp hành Trung ương Đảng. Bí thư Tỉnh ủy hiện nay là Ủy viên Trung Đảng Vũ Đại Thắng.

## Lịch sử
Hiệp định Genève ký kết ngày 21/7/1954 theo đó quân đội và chính quyền Pháp sẽ rút khỏi lãnh thổ Việt Nam theo yêu cầu của chính phủ Việt Nam Dân chủ Cộng hòa. Toàn bộ miền Bắc và từ vĩ tuyến 17 trở ra được Chính phủ Việt Nam Dân chủ Cộng hòa tiếp quản.
Ngày 25/4/1955, Khu mỏ Quảng Yên được giải phóng, Đảng bộ khu Hồng Quảng và Đảng bộ tỉnh Hải Ninh được thiết lập lãnh đạo khu vực tiếp quản. Xét thấy vị trí địa lý chính trị và quốc phòng khu vực phía Bắc, Ban Chấp hành Trung ương Đảng đã quyết định hợp nhất khu Hồng Quảng và tỉnh Hải Ninh.
Đầu tháng 7/1963, Ban Thường vụ Khu ủy Hồng Quảng và Ban Thường vụ Tỉnh ủy Hải Ninh đã tổ chức Hội nghị liên tịch bàn và nhất trí đề nghị Trung ương hợp nhất. Hội nghị đã quyết định thành lập Ban chuẩn bị hợp nhất 2 tỉnh dưới sự chỉ đạo trực tiếp của Phó Bí thư Khu ủy Hồng Quảng Bùi Thủy và Bí thư Tỉnh ủy Hải Ninh Hoàng Chính.
Ngày 4/10/1963, Ban Bí thư Trung ương Đảng có công văn gửi Ban Tổ chức Trung ương, Đảng đoàn Bộ Nội vụ, Văn phòng Nội chính, Thủ tướng Chính phủ, Ban Thường vụ Khu ủy Hồng Quảng và Tỉnh ủy Hải Ninh về việc: "Bộ Chính trị Ban Chấp hành Trung ương Đảng đã quyết định thống nhất tỉnh Hải Ninh và khu Hồng Quảng làm một Tỉnh" để nghiên cứu kế hoạch thi hành.
Ngày 7/10/1963, Ban Thường vụ Khu ủy Hồng Quảng và Ban Thường vụ Tỉnh ủy Hải Ninh họp Hội nghị liên tịch ra nghị quyết về việc hợp nhất Khu Hồng Quảng và tỉnh Hải Ninh. Hội đồng nhân dân tỉnh Hải Ninh và Hội đồng nhân dân khu Hồng Quảng đã tổ chức hội nghị thảo luận, nhất trí tán thành hợp nhất hai đơn vị hành chính thành một, lấy tên là tỉnh Hải Đông và đề nghị Trung ương phê duyệt.
Tại kỳ họp thứ 7, Quốc hội khóa II ngày 30/10/1963, Bộ trưởng Bộ Nội vụ Ung Văn Khiêm thay mặt Hội đồng Chính phủ đọc tờ trình, đề nghị Quốc hội phê chuẩn việc hợp nhất tỉnh Hải Ninh và khu Hồng Quảng thành một đơn vị hành chính mới.
Ngày 18/11/1963, Ban Bí thư Trung ương Đảng đã quyết nghị hợp nhất Khu Hồng Quảng và tỉnh Hải Ninh thành tỉnh Quảng Ninh. Ban Chấp hành Khu ủy Hồng Quảng và Ban Chấp hành Tỉnh ủy Hải Ninh hợp nhất thành Ban Chấp hành Tỉnh ủy Quảng Ninh.
Ngày 12/12/1963, Hội nghị Ban Thường vụ Khu ủy Hồng Quảng và Ban Thường vụ Tỉnh ủy Hải Ninh họp thống nhất phân công nhân sự Ban Thường vụ lâm thời Tỉnh ủy Quảng Ninh. 

## Tổ chức
Tỉnh ủy Quảng Ninh gồm các ban, đơn vị trực thuộc sau
- Văn phòng Tỉnh ủy
- Ban Tổ chức
- Ban Tuyên giáo và Dân vận
- Ủy ban Kiểm tra
- Ban Nội chính

## Bí thư Tỉnh ủy
Bí thư Tỉnh ủy là người đứng đầu Đảng bộ tỉnh. Quảng Ninh đơn vị hành chính cấp tỉnh nên các bí thư tỉnh ủy thường là Ủy viên Trung ương Đảng.
      Ủy viên Trung ương Đảng
      Ủy viên Trung ương Đảng dự khuyết
| STT | Đại hội Đảng bộ | Tên               | Nhiệm kỳ          | Thời gian      | Chức vụ              | Chức vụ                            | Phó Bí thư        | Ghi chú         |
| --- | --------------- | ----------------- | ----------------- | -------------- | -------------------- | ---------------------------------- | ----------------- | --------------- |
| 1   | -               | Nguyễn Thọ Chân   | 12/1963-09/1966   | 2 năm 9 tháng  |                      | Bí thư Tỉnh ủy lâm thời Quảng Ninh | Hoàng Chính       |                 |
| 2   | -               | Nguyễn Đức Tâm    | 09/1966-10/1969   | 14 năm 3 tháng |                      | Bí thư Tỉnh ủy Tỉnh Quảng Ninh     | Bùi Thủy          |                 |
| 2   | I               | Nguyễn Đức Tâm    | 10/1969-12/1971   | 14 năm 3 tháng |                      | Bí thư Tỉnh ủy Tỉnh Quảng Ninh     | Nguyễn Ngọc Đàm   |                 |
| 2   | I               | Nguyễn Đức Tâm    | 10/1969-12/1971   | 14 năm 3 tháng | Nguyễn Thành Long    | Bí thư Tỉnh ủy Tỉnh Quảng Ninh     |                   |                 |
| 2   | I               | Nguyễn Đức Tâm    | 10/1969-12/1971   | 14 năm 3 tháng | Nguyễn Hải           | Bí thư Tỉnh ủy Tỉnh Quảng Ninh     |                   |                 |
| 2   | II              | Nguyễn Đức Tâm    | 12/1971-01/1974   | 14 năm 3 tháng |                      | Bí thư Tỉnh ủy Tỉnh Quảng Ninh     | Nguyễn Ngọc Đàm   |                 |
| 2   | II              | Nguyễn Đức Tâm    | 12/1971-01/1974   | 14 năm 3 tháng | Nguyễn Thành Long    | Bí thư Tỉnh ủy Tỉnh Quảng Ninh     |                   |                 |
| 2   | II              | Nguyễn Đức Tâm    | 12/1971-01/1974   | 14 năm 3 tháng | Nguyễn Hải           | Bí thư Tỉnh ủy Tỉnh Quảng Ninh     |                   |                 |
| 2   | III             | Nguyễn Đức Tâm    | 01/1974-04/1976   | 14 năm 3 tháng |                      | Bí thư Tỉnh ủy Tỉnh Quảng Ninh     | Nguyễn Ngọc Đàm   |                 |
| 2   | III             | Nguyễn Đức Tâm    | 01/1974-04/1976   | 14 năm 3 tháng | Nguyễn Thành Long    | Bí thư Tỉnh ủy Tỉnh Quảng Ninh     |                   |                 |
| 2   | III             | Nguyễn Đức Tâm    | 01/1974-04/1976   | 14 năm 3 tháng | Nguyễn Hải           | Bí thư Tỉnh ủy Tỉnh Quảng Ninh     |                   |                 |
| 2   | IV              | Nguyễn Đức Tâm    | 04/1976-04/1977   | 14 năm 3 tháng |                      | Bí thư Tỉnh ủy Tỉnh Quảng Ninh     | Nguyễn Ngọc Đàm   |                 |
| 2   | IV              | Nguyễn Đức Tâm    | 04/1976-04/1977   | 14 năm 3 tháng | Nguyễn Thi           | Bí thư Tỉnh ủy Tỉnh Quảng Ninh     |                   |                 |
| 2   | V               | Nguyễn Đức Tâm    | 04/1977-05/1980   | 14 năm 3 tháng |                      | Bí thư Tỉnh ủy Tỉnh Quảng Ninh     | Nguyễn Ngọc Đàm   |                 |
| 2   | V               | Nguyễn Đức Tâm    | 04/1977-05/1980   | 14 năm 3 tháng | Nguyễn Thi           | Bí thư Tỉnh ủy Tỉnh Quảng Ninh     |                   |                 |
| 2   | VI              | Nguyễn Đức Tâm    | 05/1980-12/1980   | 14 năm 3 tháng |                      | Bí thư Tỉnh ủy Tỉnh Quảng Ninh     | Phạm Hoành        |                 |
| 2   | VI              | Nguyễn Đức Tâm    | 05/1980-12/1980   | 14 năm 3 tháng | Nguyễn Thi           | Bí thư Tỉnh ủy Tỉnh Quảng Ninh     |                   |                 |
| 3   | VI              | Nguyễn Thi        | 12/1980-05/1982   | 1 năm 5 tháng  |                      | Bí thư Tỉnh ủy Tỉnh Quảng Ninh     | Phạm Hoành        |                 |
| 4   | VI              | Lê Đại            | 05/1982-11/1983   | 4 năm 8 tháng  |                      | Bí thư Tỉnh ủy Tỉnh Quảng Ninh     | Phạm Hoành        |                 |
| 4   | VII             | Lê Đại            | 11/1983-10/1986   | 4 năm 8 tháng  |                      | Bí thư Tỉnh ủy Tỉnh Quảng Ninh     | Phạm Hoành        |                 |
| 4   | VII             | Lê Đại            | 11/1983-10/1986   | 4 năm 8 tháng  | Nguyễn Văn Vấn       | Bí thư Tỉnh ủy Tỉnh Quảng Ninh     |                   |                 |
| 4   | VIII            | Lê Đại            | 11/1983-01/1987   | 4 năm 8 tháng  |                      | Bí thư Tỉnh ủy Tỉnh Quảng Ninh     | Nguyễn Bình Giang |                 |
| 4   | VIII            | Lê Đại            | 11/1983-01/1987   | 4 năm 8 tháng  | Đỗ Quang Trung       | Bí thư Tỉnh ủy Tỉnh Quảng Ninh     |                   |                 |
| 5   | VIII            | Nguyễn Bình Giang | 01/1987-10/1991   | 9 năm 11 tháng |                      | Bí thư Tỉnh ủy Tỉnh Quảng Ninh     | Trần Ngọc Thụ     |                 |
| 5   | VIII            | Nguyễn Bình Giang | 01/1987-10/1991   | 9 năm 11 tháng | Đỗ Quang Trung       | Bí thư Tỉnh ủy Tỉnh Quảng Ninh     |                   |                 |
| 5   | IX              | Nguyễn Bình Giang | 10/1991-05/1996   | 9 năm 11 tháng |                      | Bí thư Tỉnh ủy Tỉnh Quảng Ninh     | Trần Ngọc Thụ     |                 |
| 5   | IX              | Nguyễn Bình Giang | 10/1991-05/1996   | 9 năm 11 tháng | Đỗ Quang Trung       | Bí thư Tỉnh ủy Tỉnh Quảng Ninh     | đến 12/1993       |                 |
| 5   | IX              | Nguyễn Bình Giang | 10/1991-05/1996   | 9 năm 11 tháng | Nguyễn Tất Dũng      | Bí thư Tỉnh ủy Tỉnh Quảng Ninh     | từ 3/1994         |                 |
| 5   | X               | Nguyễn Bình Giang | 05/1996-12/1996   | 9 năm 11 tháng |                      | Bí thư Tỉnh ủy Tỉnh Quảng Ninh     | Trần Ngọc Thụ     |                 |
| 5   | X               | Nguyễn Bình Giang | 05/1996-12/1996   | 9 năm 11 tháng | Hà Văn Hiền          | Bí thư Tỉnh ủy Tỉnh Quảng Ninh     |                   |                 |
| 6   | X               | Hồ Đức Việt       | 12/1996-08/1998   | 1 năm 8 tháng  |                      | Bí thư Tỉnh ủy Tỉnh Quảng Ninh     | Trần Ngọc Thụ     |                 |
| 6   | X               | Hồ Đức Việt       | 12/1996-08/1998   | 1 năm 8 tháng  | Hà Văn Hiền          | Bí thư Tỉnh ủy Tỉnh Quảng Ninh     |                   |                 |
| 7   | X               | Trần Ngọc Thụ     | 12/1998-01/2001   | 2 năm 1 tháng  |                      | Bí thư Tỉnh ủy Tỉnh Quảng Ninh     |                   |                 |
| 8   | XI              | Hà Văn Hiền       | 01/2001-11/2005   | 4 năm 10 tháng |                      | Bí thư Tỉnh ủy Tỉnh Quảng Ninh     | Nguyễn Văn Quynh  |                 |
| 9   | XII             | Nguyễn Văn Quynh  | 11/2005-10/2007   | 1 năm 11 tháng |                      | Bí thư Tỉnh ủy Tỉnh Quảng Ninh     | Nguyễn Duy Hưng   |                 |
| 9   | XII             | Nguyễn Văn Quynh  | 11/2005-10/2007   | 1 năm 11 tháng | Vũ Nguyên Nhiệm      | Bí thư Tỉnh ủy Tỉnh Quảng Ninh     |                   |                 |
| 9   | XII             | Nguyễn Văn Quynh  | 11/2005-10/2007   | 1 năm 11 tháng |                      | Bí thư Tỉnh ủy Tỉnh Quảng Ninh     |                   |                 |
| 10  | XII             | Nguyễn Duy Hưng   | 11/2007-03/2010   | 2 năm 4 tháng  |                      | Bí thư Tỉnh ủy Tỉnh Quảng Ninh     | Vũ Nguyên Nhiệm   |                 |
| 10  | XII             | Nguyễn Duy Hưng   | 11/2007-03/2010   | 2 năm 4 tháng  | Vũ Đức Đam           | Bí thư Tỉnh ủy Tỉnh Quảng Ninh     |                   |                 |
| 11  | XII             | Vũ Đức Đam        | 03/2010-10/2010   | 1 năm 4 tháng  |                      | Bí thư Tỉnh ủy Tỉnh Quảng Ninh     | 11/2007 - 3/2010  |                 |
| 11  | XIII            | Vũ Đức Đam        | 10/2010-07/2011   | 1 năm 4 tháng  |                      | Bí thư Tỉnh ủy Tỉnh Quảng Ninh     | Nguyễn Đức Long   | 9/2010 - 5/2019 |
| 11  | XIII            | Vũ Đức Đam        | 10/2010-07/2011   | 1 năm 4 tháng  | Đỗ Thị Hoàng         | Bí thư Tỉnh ủy Tỉnh Quảng Ninh     | 9/2010 - 8/2018   |                 |
| 11  | XIII            | Vũ Đức Đam        | 10/2010-07/2011   | 1 năm 4 tháng  | Nguyễn Văn Đọc       | Bí thư Tỉnh ủy Tỉnh Quảng Ninh     | 9/2010 - 3/2015   |                 |
| 12  | XIII            | Phạm Minh Chính   | 08/2011-04/2015   | 3 năm 8 tháng  |                      | Bí thư Tỉnh ủy Tỉnh Quảng Ninh     | Nguyễn Đức Long   | 9/2010 - 5/2019 |
| 12  | XIII            | Phạm Minh Chính   | 08/2011-04/2015   | 3 năm 8 tháng  | Đỗ Thị Hoàng         | Bí thư Tỉnh ủy Tỉnh Quảng Ninh     | 9/2010 - 8/2018   |                 |
| 12  | XIII            | Phạm Minh Chính   | 08/2011-04/2015   | 3 năm 8 tháng  | Nguyễn Văn Đọc       | Bí thư Tỉnh ủy Tỉnh Quảng Ninh     | 9/2010 - 3/2015   |                 |
| 12  | XIII            | Phạm Minh Chính   | 08/2011-04/2015   | 3 năm 8 tháng  | Vũ Hồng Thanh        | Bí thư Tỉnh ủy Tỉnh Quảng Ninh     | 3/2015 - 8/2016   |                 |
| 13  | XIII            | Nguyễn Văn Đọc    | 04/2015-10/2015   | 4 năm 5 tháng  |                      | Bí thư Tỉnh ủy Tỉnh Quảng Ninh     | Nguyễn Đức Long   | 9/2010 - 5/2019 |
| 13  | XIV             | Nguyễn Văn Đọc    | 10/2015- 9/2019   | 4 năm 5 tháng  | Nguyễn Xuân Ký       | Bí thư Tỉnh ủy Tỉnh Quảng Ninh     | 11/2018 - 9/2019  |                 |
| 13  | XIV             | Nguyễn Văn Đọc    | 10/2015- 9/2019   | 4 năm 5 tháng  | Đỗ Thị Hoàng         | Bí thư Tỉnh ủy Tỉnh Quảng Ninh     | 9/2010 - 8/2018   |                 |
| 13  | XIV             | Nguyễn Văn Đọc    | 10/2015- 9/2019   | 4 năm 5 tháng  | Ngô Hoàng Ngân       | Bí thư Tỉnh ủy Tỉnh Quảng Ninh     | 11/2018 - nay     |                 |
| 13  | XIV             | Nguyễn Văn Đọc    | 10/2015- 9/2019   | 4 năm 5 tháng  | Nguyễn Văn Thắng     | Bí thư Tỉnh ủy Tỉnh Quảng Ninh     | 06/2019 - nay     |                 |
| 14  | XIV             | Nguyễn Xuân Ký    | 09/2019 - 08/2024 | 4 năm 11 tháng | Nguyễn Văn Thắng     | Bí thư Tỉnh ủy Tỉnh Quảng Ninh     | 06/2019 - nay     |                 |
| 14  | XV              | Nguyễn Xuân Ký    | 09/2019 - 08/2024 | 4 năm 11 tháng | Ngô Hoàng Ngân       | Bí thư Tỉnh ủy Tỉnh Quảng Ninh     | đến 5/2023        |                 |
| 14  | XV              | Nguyễn Xuân Ký    | 09/2019 - 08/2024 | 4 năm 11 tháng | Nguyễn Văn Thắng     | Bí thư Tỉnh ủy Tỉnh Quảng Ninh     | đến 10/2020       |                 |
| 14  | XV              | Nguyễn Xuân Ký    | 09/2019 - 08/2024 | 4 năm 11 tháng | Nguyễn Tường Văn     | Bí thư Tỉnh ủy Tỉnh Quảng Ninh     | 10/2020 - 11/2022 |                 |
| 14  | XV              | Nguyễn Xuân Ký    | 09/2019 - 08/2024 | 4 năm 11 tháng | Trịnh Thị Minh Thanh | Bí thư Tỉnh ủy Tỉnh Quảng Ninh     | từ 8/2021         |                 |
| 14  | XV              | Nguyễn Xuân Ký    | 09/2019 - 08/2024 | 4 năm 11 tháng | Đặng Xuân Phương     | Bí thư Tỉnh ủy Tỉnh Quảng Ninh     | 8/2023 - 2/2025   |                 |
| 14  | XV              | Nguyễn Xuân Ký    | 09/2019 - 08/2024 | 4 năm 11 tháng | Cao Tường Huy        | Bí thư Tỉnh ủy Tỉnh Quảng Ninh     | 12/2023 - 11/2024 |                 |
| 15  | XV              | Vũ Đại Thắng      | 10/2024-nay       |                | Cao Tường Huy        | Bí thư Tỉnh ủy Tỉnh Quảng Ninh     | 12/2023 - 11/2024 |                 |
| 15  | XV              | Vũ Đại Thắng      | 10/2024-nay       | Phạm Đức Ấn    | từ 12/2024           | Bí thư Tỉnh ủy Tỉnh Quảng Ninh     |                   |                 |
| 15  | XV              | Vũ Đại Thắng      | 10/2024-nay       | Vũ Quyết Tiến  | từ 3/2025            | Bí thư Tỉnh ủy Tỉnh Quảng Ninh     |                   |                 |

## Ban Thường vụ Tỉnh ủy khóa XV (nhiệm kì 2020 - 2025)
Ngày 26 tháng 9 năm 2020, tại Hội nghị lần thứ nhất Ban Chấp hành Đảng bộ tỉnh khóa XV, nhiệm kỳ 2020-2025, đã bầu 15 Ủy viên Ban Thường vụ Tỉnh uỷ 
| STT | Họ và tên                 | Chức vụ                                                                                         |
| --- | ------------------------- | ----------------------------------------------------------------------------------------------- |
| 1   | Vũ Đại Thắng              | Ủy viên Trung ương Đảng, Bí thư Tỉnh uỷ , Trưởng Đoàn đại biểu Quốc hội khóa XV tỉnh Quảng Ninh |
| 2   | Trịnh Thị Minh Thanh      | Phó Bí thư thường trực Tỉnh ủy, Chủ tịch HĐND tỉnh                                              |
| 3   | Phạm Đức Ấn               | Phó Bí thư Tỉnh ủy, Chủ tịch UBND tỉnh                                                          |
| 4   | Vũ Quyết Tiến             | Phó Bí thư Tỉnh ủy                                                                              |
| 5   | Nguyễn Đức Thành          | Chủ nhiệm Ủy ban Kiểm tra Tỉnh ủy                                                               |
| 6   | Vi Ngọc Bích              | Phó Chủ tịch thường trực HĐND tỉnh                                                              |
| 7   | Vũ Văn Diện               | Phó Chủ tịch thường trực UBND tỉnh                                                              |
| 8   | Thiếu tướng Trần Văn Phúc | Giám đốc Công an tỉnh                                                                           |
| 9   | Nguyễn Văn Hồi            | Chủ tịch Ủy ban MTTQ Việt Nam tỉnh                                                              |
| 10  | Bùi Thúy Phượng           | Trưởng ban Tổ chức Tỉnh ủy                                                                      |
| 11  | Nguyễn Hồng Dương         | Trưởng ban Tuyên giáo và Dân vận Tỉnh ủy                                                        |
| 12  | Cao Tường Huy             | Bí thư Đảng ủy, Chủ tịch HĐND đặc khu Vân Đồn                                                   |
| 13  | Điệp Văn Chiến            | Trưởng ban Nội chính Tỉnh ủy                                                                    |